# Slot Waldeck
Slot Waldeck is een kasteel, gelegen op een beboste rotsachtige heuvel net ten westen van de Hessische plaats Waldeck. De burcht ligt in het noordelijke deel van het Nationaal Park Kellerwald-Edersee aan de noordelijke oever van de Edersee. Het slot is vanuit het stadje via een weg bereikbaar.
In het jaar 1120 werd de Burcht Waldeck voor het eerst in een oorkonde genoemd. Het slot kwam in handen van het huis Schwalenberg en vanaf 1180 nam een tak van deze familie de naam Waldeck op in haar familienaam. In de eeuwen erna werd het slot meerdere malen uitgebreid en tot 1655 was het slot de residentie van de graven van Waldeck, die hierna vertrokken naar het Schloss Arolsen in Bad Arolsen. Het gebouw kreeg vervolgens meerdere bestemmingen. Eerst was het een vesting met zetel van een slotcommandant, daarna werd het een kazerne en van 1734 tot 1868 was het een tuchthuis en vrouwengevangenis.
Sinds 1920 is het kasteel in bezit van de plaatselijke overheden. Tegenwoordig is het slot in gebruik als hotel en museum.

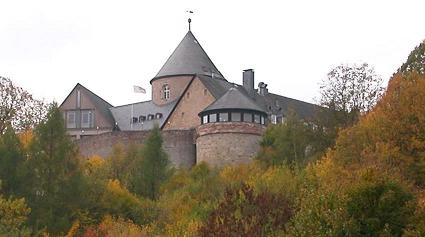
Close-up
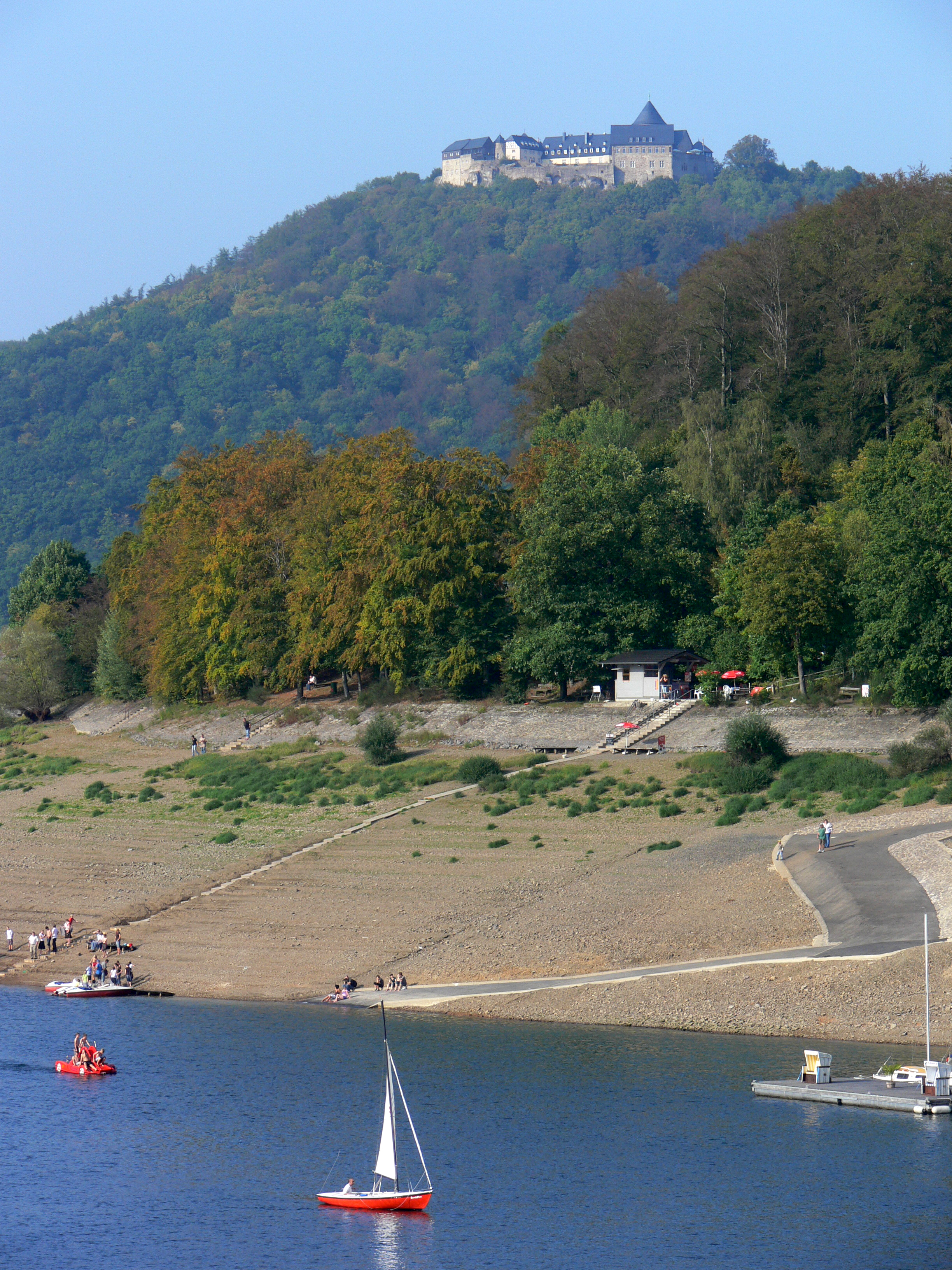
Gezien vanaf de Edersee
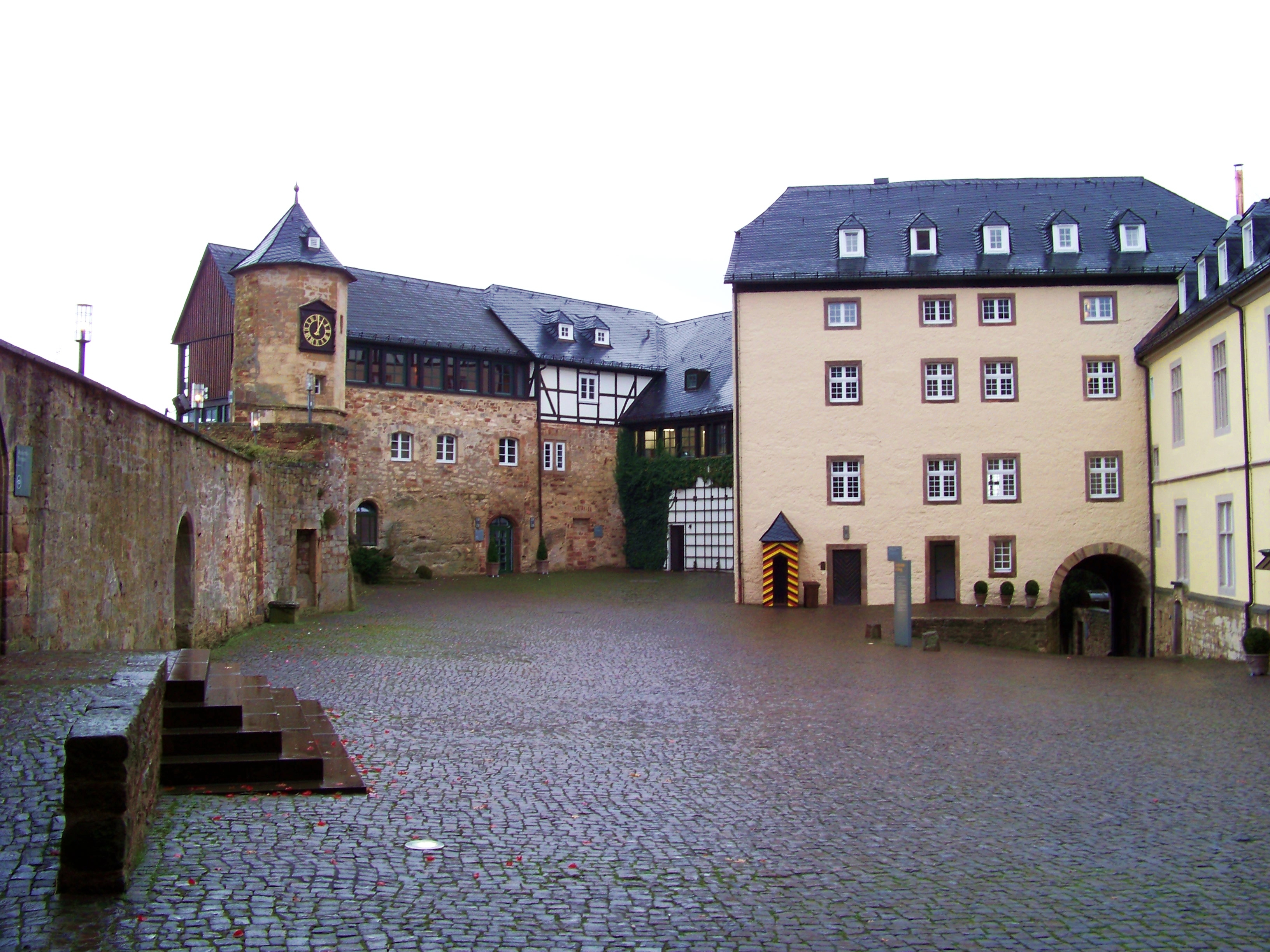
Binnenplaats
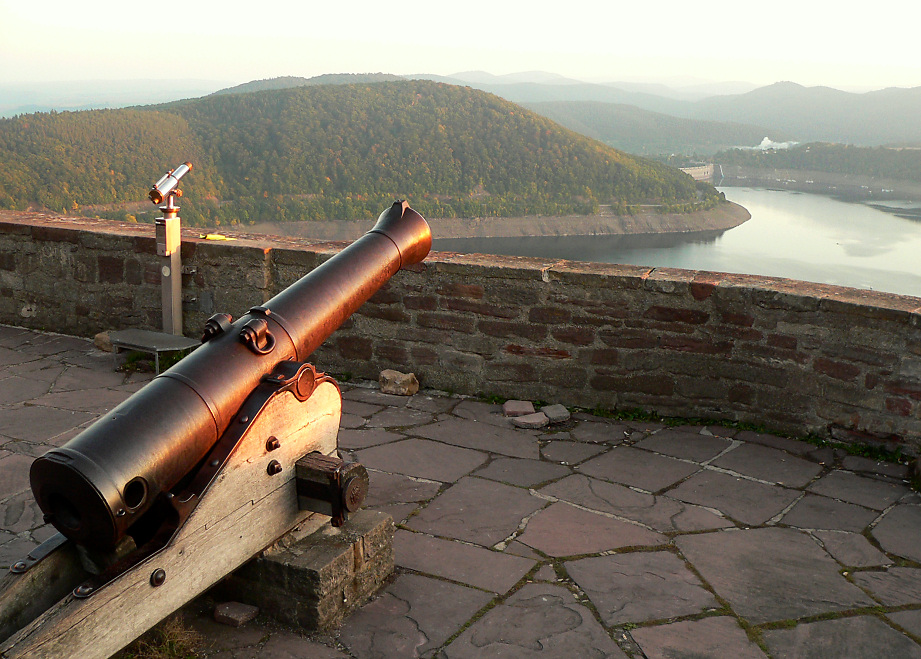
uitzicht vanaf het slot richting de stuwdam